# 光良
光良（グァンリァン、マイケル・ウォン、1970年8月30日 - ）は、マレーシアの男性歌手。本名：王 光良（Wáng Guāngliáng）、英語名Michael Wong。マレーシアペラ州イポー生まれ、本籍は廣東省潮州府（現在の梅州市豊順県）の客家系人である。B型。174cm、60kg。

## 経歴
ラブソングを得意とし、「情歌王子（ラブソングの王子）」と呼ばれる。甘く優しい歌声と親しみやすい曲調で高い人気を得ている。
- 小学四年生からピアノを始める。中学二年生の時、作詞作曲を始める。
- 1990年 大小30以上の歌謡大会に出場、数々の賞を得る。
- 1992年 地元マレーシアのレコード会社と一時契約。
- 1994年 マレーシア初の中国語による聖歌アルバムを発表。
- 1995年 台湾ロックレコードと契約。品冠とのユニット「無印良品」で活動開始。
- 1996年 無印良品台湾進出。
- 2000年 無印良品解散、ソロデビュー。
- 2001年 ENCORE MUSIC音楽学校社長に就任。
- 2005年 アルバム「童話」発表。表題曲は、森山直太朗作品を手がけるアレンジャー・中村タイチにアレンジを依頼。中華圏で大ヒットとなる。
- 2006年 マレーシア観光大使に任命。